# Andreas Lund
Pour les articles homonymes, voir Lund.
Andreas Lund, né le 7 mai 1975 à Kristiansand (Norvège), est un footballeur norvégien, qui évoluait au poste d'attaquant à Molde FK et en équipe de Norvège.
Lund a marqué quatre buts lors de ses huit sélections avec l'équipe de Norvège entre 1999 et 2000.

## Carrière
- 1995-1996 : IK Start
- 1996-1999 : Molde FK
- 1999-2000 : Wimbledon FC
- 2000 : Molde FK
- 2000-2001 : Wimbledon FC

## Palmarès

### En équipe nationale
- 8 sélections et 4 buts avec l'équipe de Norvège entre 1999 et 2000.

### Avec Molde FK
- Vice-Champion du Championnat de Norvège de football en 1998 et 1999.